# Pekuncen (Sempor)
Pekuncen is een bestuurslaag in het regentschap Kebumen van de provincie Midden-Java, Indonesië. Pekuncen telt 2614 inwoners (volkstelling 2010).